# ويليام سواريس دا سيلفا
ويليام سواريس دا سيلفا هو لاعب كرة قدم برازيلي في مركز الوسط، ولد في 30 ديسمبر 1988 في غويانيا في البرازيل. لعب مع ريكرياتيفو وسي إف آر كلوج ونادي أروكا ونادي أونياو دا ماديرا ونادي بورتو ونادي جل فيسنتي ونادي ريو أفي ونادي فيلا نوفا.

## وصلات خارجية
- ويليام سواريس دا سيلفا على موقع قاعدة بيانات كرة القدم.إي يو (الإنجليزية)
- ويليام سواريس دا سيلفا على موقع Soccerway.com (الإنجليزية)
- ويليام سواريس دا سيلفا على موقع AS.com (الإسبانية)